# Schloss Hämelschenburg

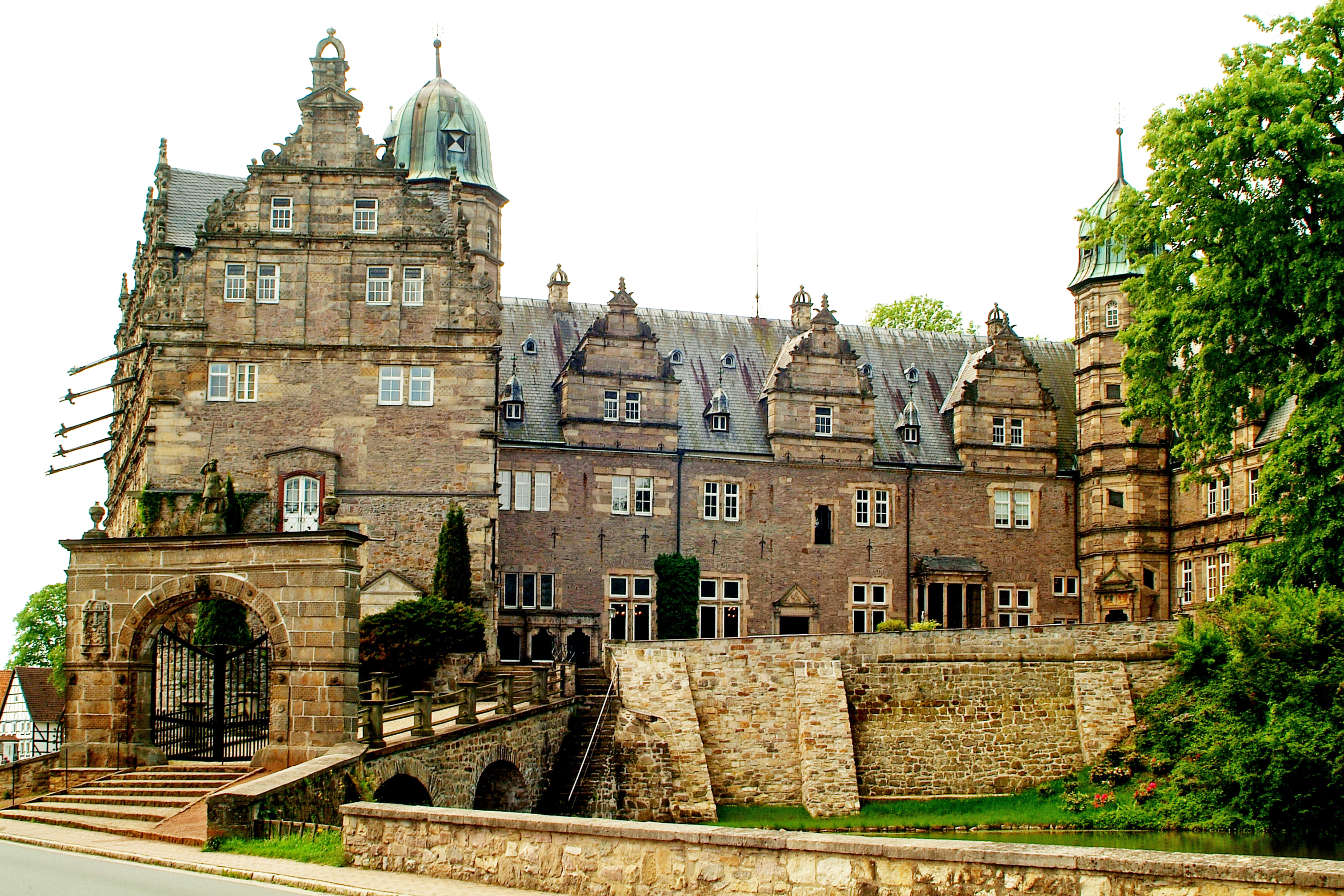
Schloss Hämelschenburg

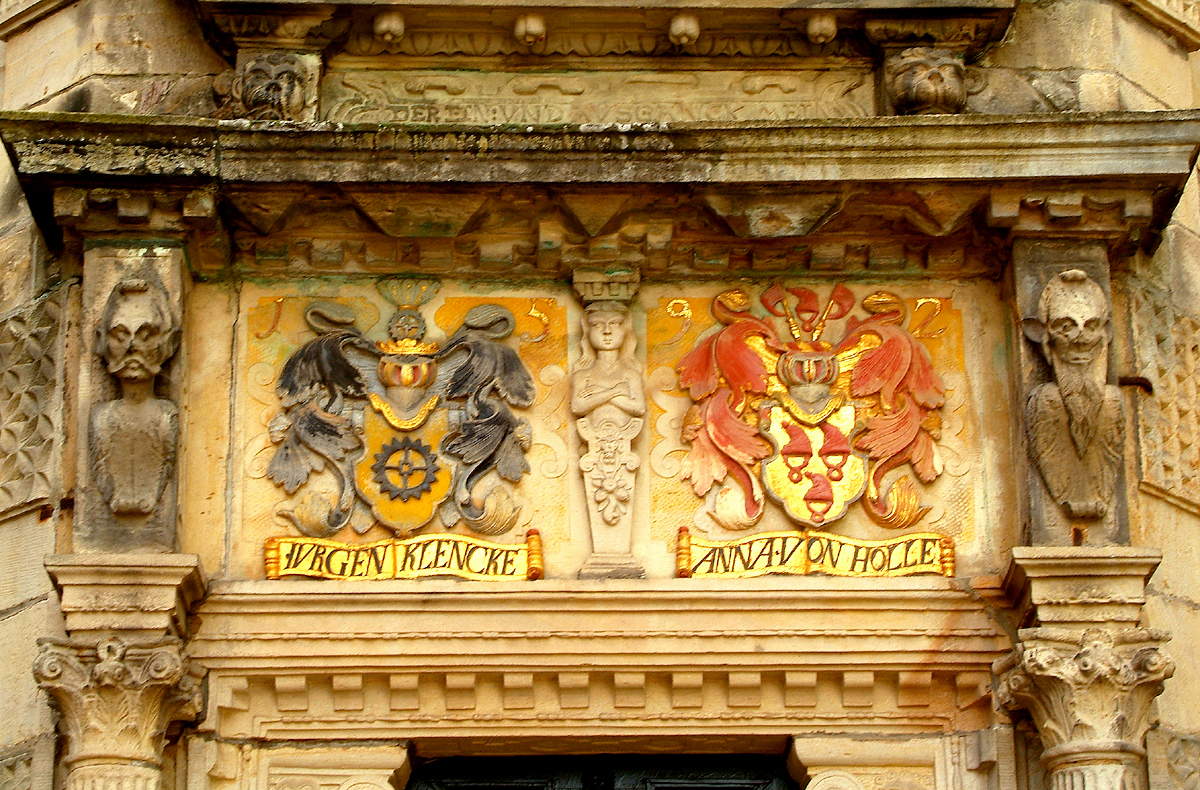
Wappen der Schlosserbauer Jürgen Klencke und Anna von Holle am Portal des Westturms

Das Schloss Hämelschenburg ist ein Wasserschloss in der Gemeinde Emmerthal im Weserbergland zwischen Hameln und Bad Pyrmont. Es gilt mit seinen Kunstsammlungen, Gartenanlagen, einer Wassermühle, den Wirtschaftsgebäuden sowie der Kirche als ein Hauptwerk der Weserrenaissance. Das Schloss liegt an der Straße der Weserrenaissance und am Niedersachsenweg.

## Geschichte

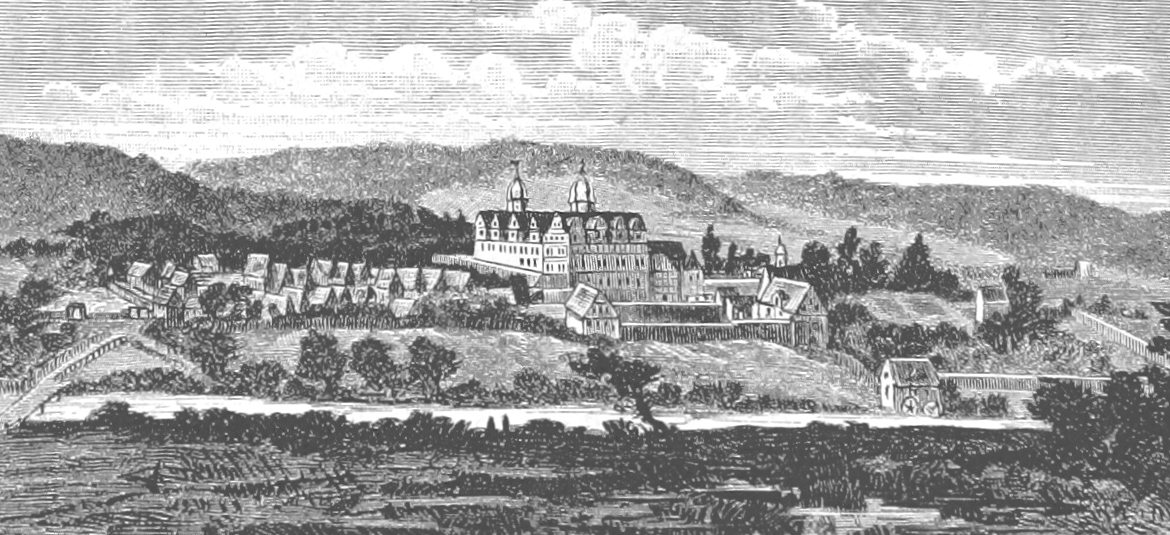
Hämelschenburg oberhalb der Emmer um 1650

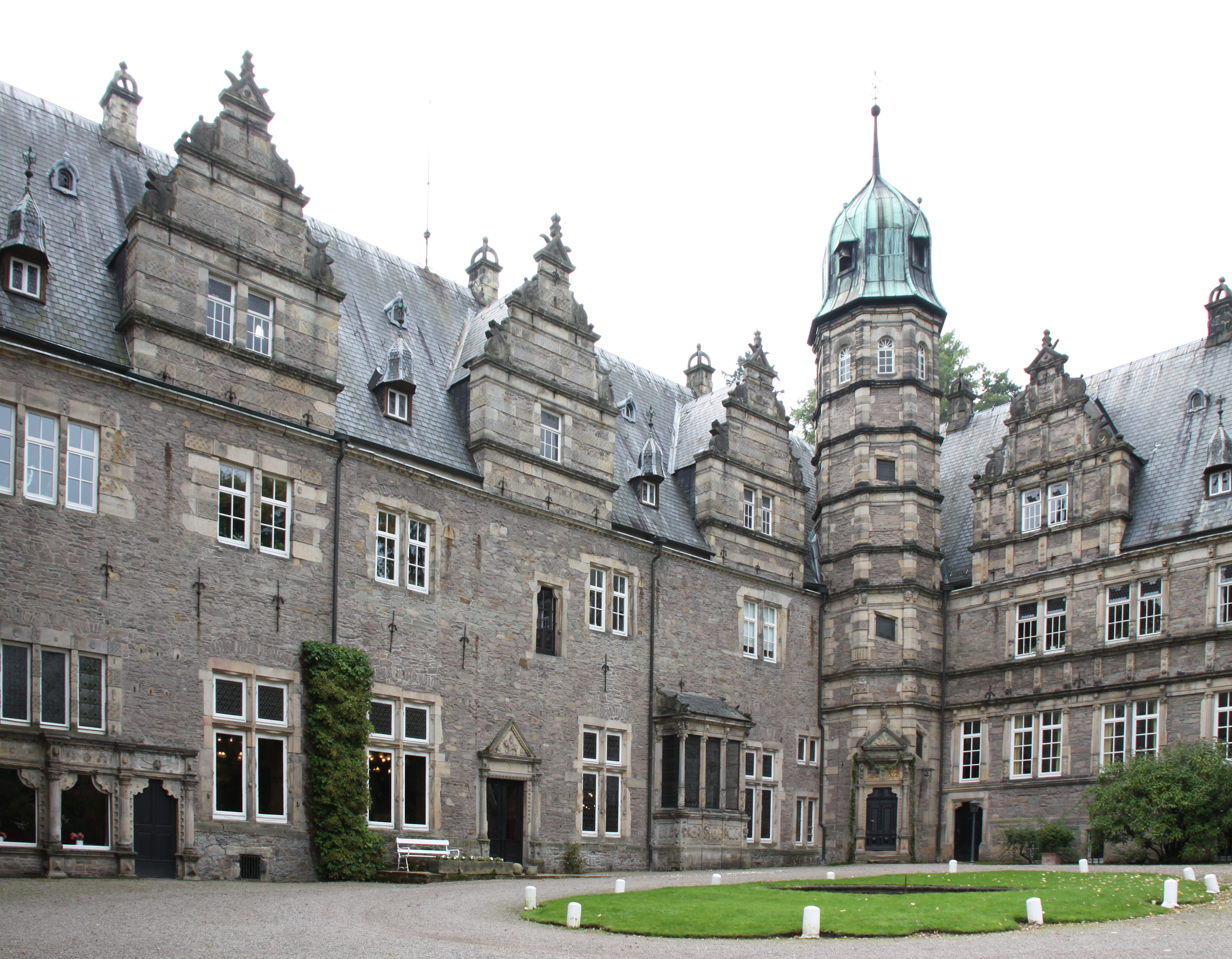
Ehrenhof vor dem Schloss

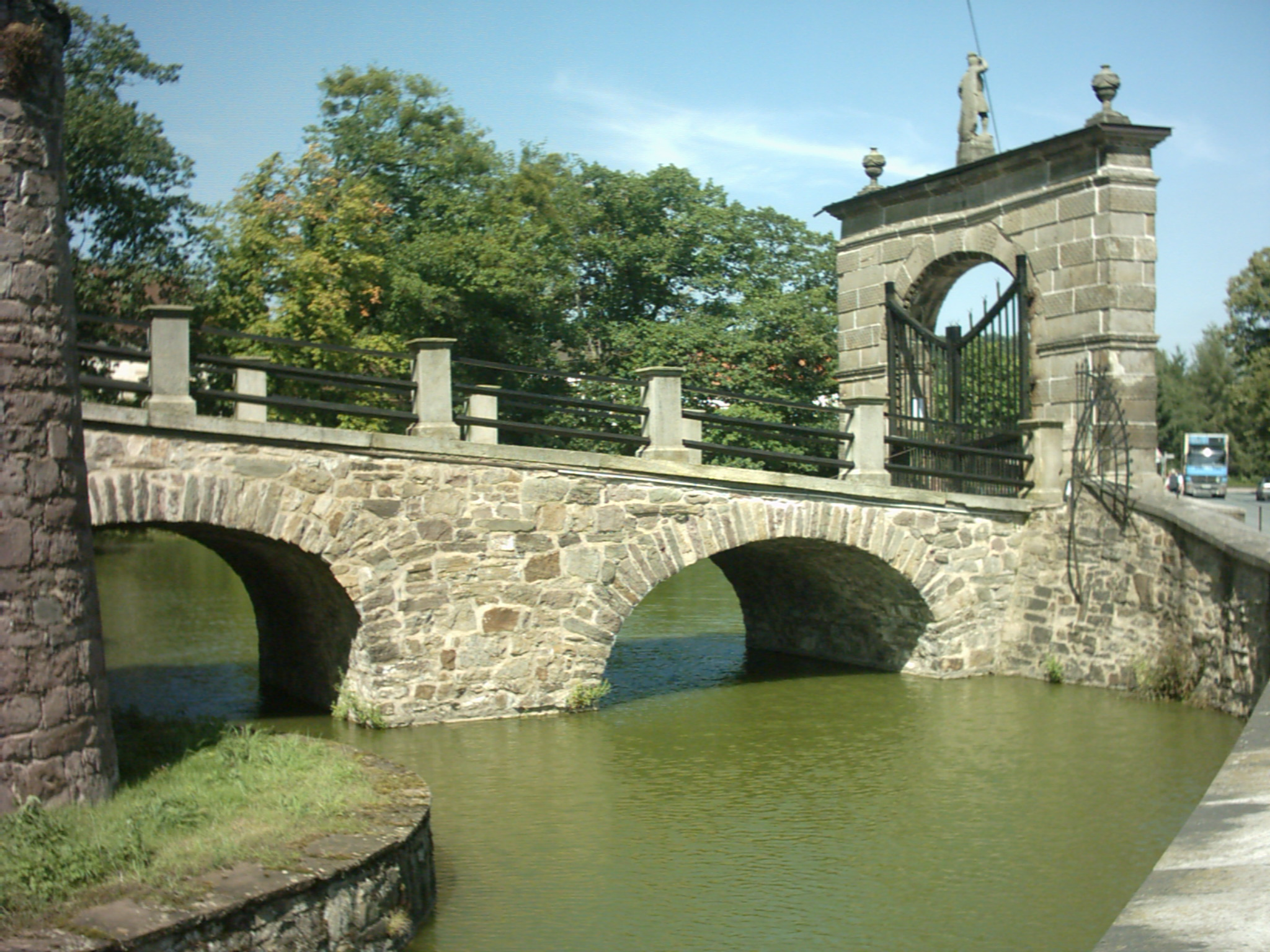
Schlossbrücke

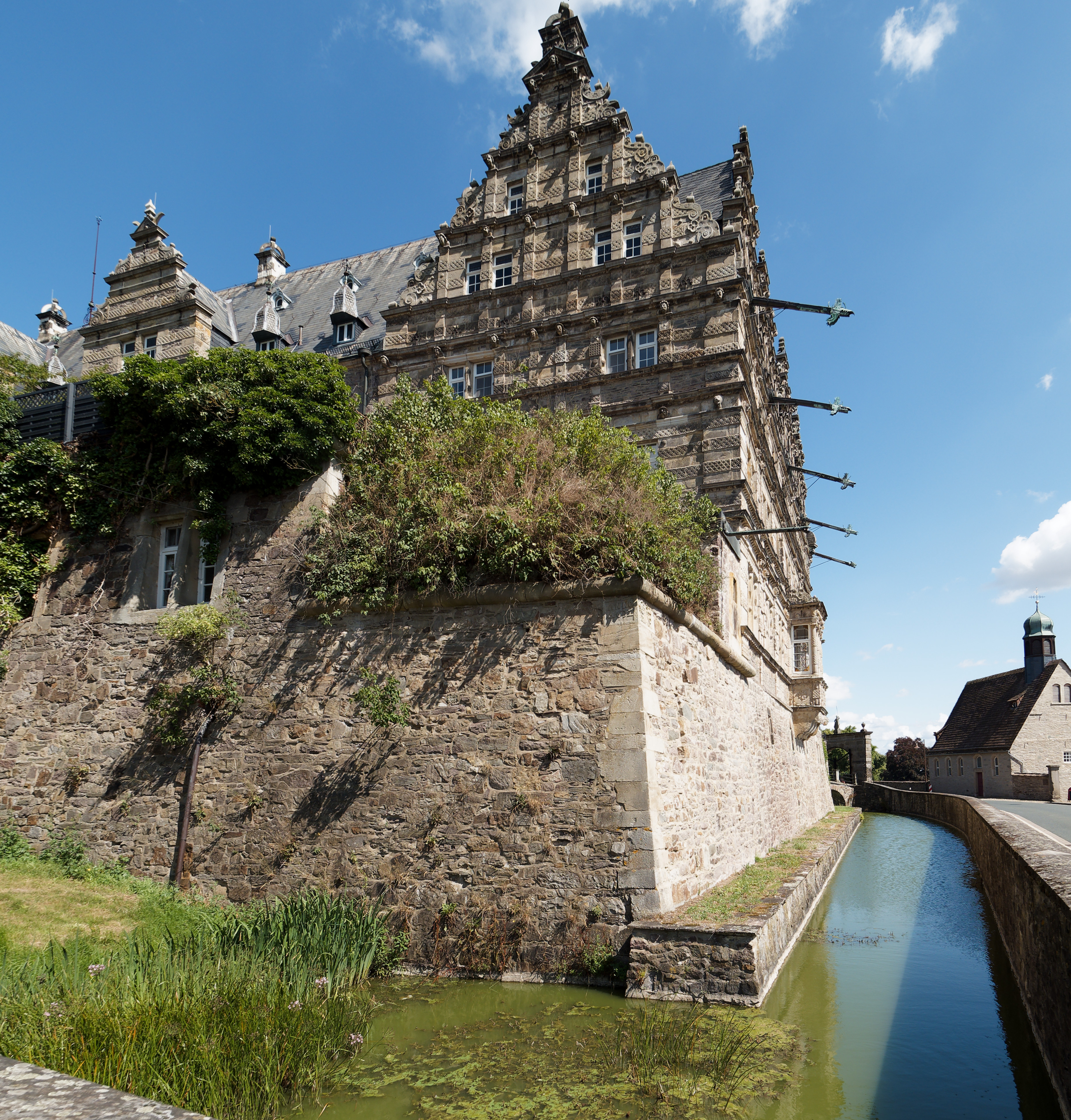
Schlossgraben vor dem Ostflügel

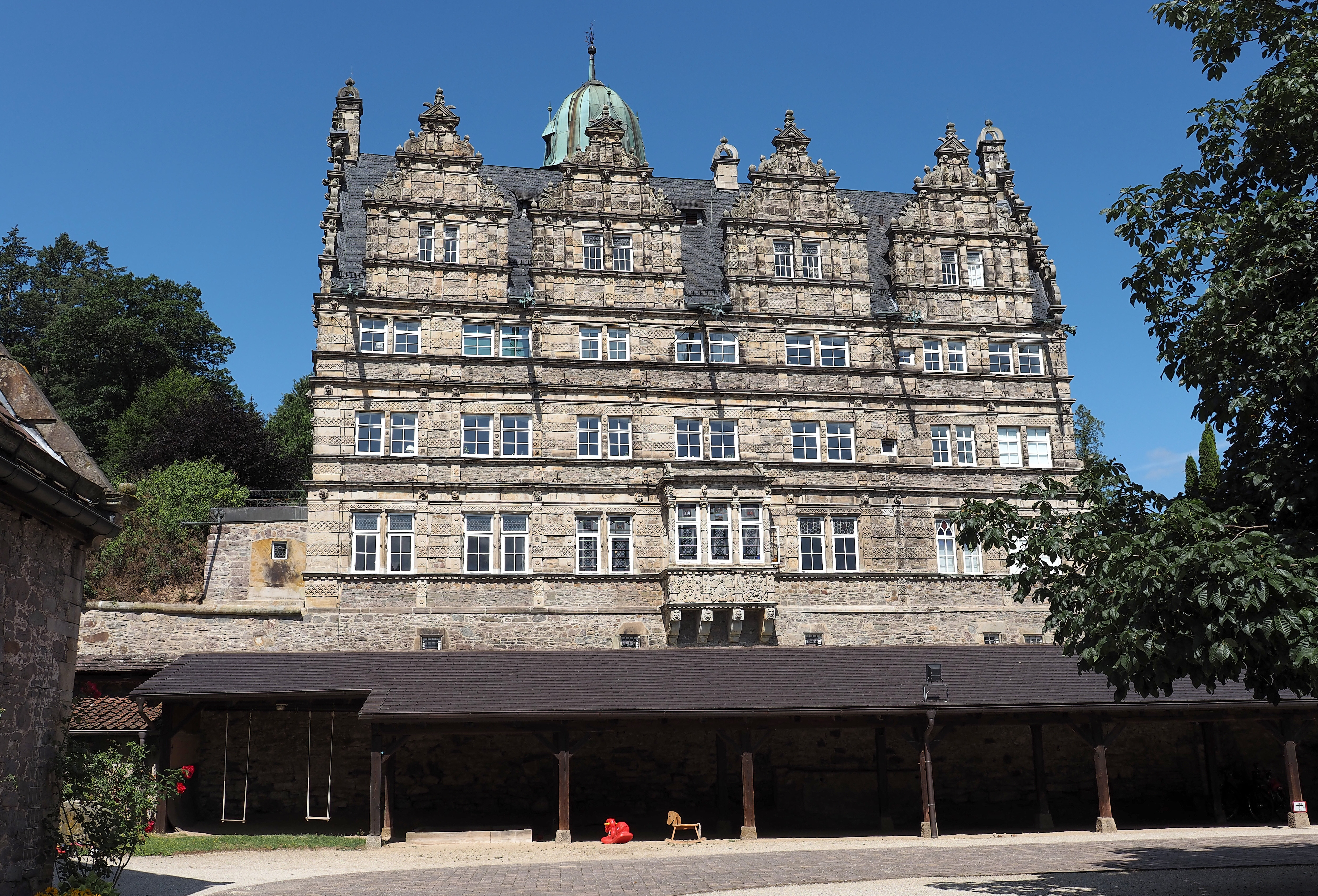
Ostflügel vom Wirtschaftshof gesehen

Nachdem sie im Jahr 1324 von den Bischöfen von Minden mit der Burg Waldau (castrum Woldowe) und dem darunterliegenden, bereits 1319 als Flecken bezeugten Ort „Hermersenburg“ (opidum Hemerschenborch) belehnt worden waren, erbauten die Grafen von Everstein vermutlich auf einer Anhöhe oberhalb des späteren Schlosses eine neue Burg, die den Namen des Ortes erhielt und nach bisherigem Kenntnisstand erstmals 1356 erwähnt wird. Der Flecken- bzw. Burgname verschliff sich unter dialektalem Einfluss zu „Hämelschenburg“, möglicherweise in Anlehnung an den vermeintlichen Burgenerbauer Hermann III. von Everstein. Denkbar ist aber auch eine Ableitung von dem nahegelegenen Dorf Hermersen (heute wüst), wozu der ursprüngliche Name „Hermersenburg“ passen würde sowie die Tatsache, dass der Flecken älter ist als die Burg.
Die Burg fiel nach dem Aussterben des Eversteiner Grafenhauses und einem Erbfolgekrieg gegen das Haus Lippe um 1410 an die Herzöge von Braunschweig-Lüneburg. Diese vergaben die Burg wie bereits zuvor die Grafen zunächst als Burglehn an wechselnde Adelsfamilien (u. a. Kanne, Post, Lappe, Spiegelberg, Werdinghausen). 1437 wurde dauerhafter Besitzer das Rittergeschlecht Klencke (später: von Klencke), welches aus Thedinghausen stammte, wo es auf dem Gut Oenigstedt ansässig war. 1485 geriet die Hämelschenburg anscheinend in die Große Fehde (auch: Bierfehde) der Stadt Hildesheim gegen ihren Bischof und dadurch in die Gegenpartei der Welfen. Diese übetrugen die Burg daher kurzzeitig an den nicht näher bekannten Adeligen Ludwig von Sundern, der nach Beilegung der Fehde jedoch die Herausgabe verweigerte und deshalb 1487 durch Herzog Wilhelm II. von Braunschweig-Wolfenbüttel belagert werden musste. Dabei geriet die Burg in Brand und wurde nach Wiedereinsetzung der Familie Klencke ab 1493 neu aufgebaut. 1544 brannte die gesamte Anlage einschließlich der tiefer gelegenen Schlosskirche allerdings vollständig nieder. Daraufhin wurde zunächst der Wirtschaftshof als vorläufiger Wohnsitz der Familie errichtet, in dem sich heute das Café und der Museumsshop befinden.

### Bau des Schlosses
Die wirtschaftliche Blüte zwischen 1520 und 1620 brachte dem Weserbergland eine rege Bautätigkeit. Beiderseits der Weser wurden vom Adel und den Landesherren viele Schlösser neu erbaut oder alte wesentlich umgestaltet. Der Wesersandstein (gelb und gut zu behauen von rechts der Weser, rot und deutlich härter von links der Weser) war ein begehrter Baustoff für Fassaden, Fußböden und Dacheindeckungen in ganz Nordwest- und Nordeuropa. Ab 1588 ließen Georg (Jürgen) Klencke (1551–1609; gedient am Grafenhof zu Nienburg/Weser und als Söldner zum Rittmeister aufgestiegen) und seine Frau Anna von Holle (1567–1630), hochgebildete Nichte des Lübecker Bischofs Eberhard von Holle aus Verden und des Obersts Georg von Holle, die abgebrannte Hämelschenburg als Wasserschloss neu erbauen. Jürgen Klencke hatte in jungen Jahren in den Söldnerheeren Georg von Holles und dessen Waffengefährten und Vetters Hilmar von Münchhausen das Kriegshandwerk gelernt und diente später selbst neun Jahre lang im Spanisch-Niederländischen Krieg und in den Hugenottenkriegen als Söldnerführer.
Die Burg entstand am Ortsrand von Hämelschenburg oberhalb des Flusslaufes der Emmer im Stil der Weserrenaissance. Die finanziellen Mittel kamen einerseits durch die Zölle, die an der Straße, die das Anwesen querte, erhoben wurden, andererseits aus enormen Gewinnen eines regen Kornhandels zusammen. In 30-jähriger Bauzeit diente der bereits vom Onkel Jürgen Klenckes, Ludolf Klencke (der von 1581 bis 1585 die Schlüsselburg erbaut hatte), errichtete umfriedete Wirtschaftshof unmittelbar an der Emmer dem Bauherren und seiner Frau als vorübergehende Wohnstatt. Der Bau des Nordflügels der als Dreiflügelbau durchgängig geplanten Anlage verbesserte die Wohnverhältnisse. Der Mittel- und der Südflügel mitsamt zweier im italienischen Renaissancestil erbauten achteckigen Treppentürme folgten nach und nach. Die Vollendung des Schlosses erlebte Jürgen Klencke nicht mehr, er starb 1609. Ungeklärt ist, wer der Baumeister war. Vermutlich baute Cord Tönnis den Nordflügel und Johann Hundertossen den Südflügel.
Jürgen Klencke und Anna von Holle hatten zusammen 14 Kinder, von denen zwölf erwachsen wurden, was für die damalige Zeit angesichts hoher Kindersterblichkeit eine außergewöhnliche Zahl darstellt. Der älteste Sohn übernahm das Schloss nach dem Tod seines Vaters und ließ zusammen mit seiner Mutter den Bau fertigstellen.

### Allianzen
Im Dreißigjährigen Krieg gelang es Anna von Holle, Schloss Hämelschenburg nebst zugehöriger St. Marienkapelle durch Allianzen zu schützen. Die couragierte Schlossherrin fuhr den anrückenden Truppen unter Tilly entgegen und handelte mit dem General einen Schutzvertrag aus, der es seinen Soldaten unter Androhung der Todesstrafe verbot, Hämelschenburg zu betreten. Auf diese Weise bewahrte sie die gesamte Anlage vor Plünderung und Zerstörung.
Im Siebenjährigen Krieg (1756–1763) wurde Hämelschenburg zwar besetzt, und es verschwanden auch Teile der Inneneinrichtung, durch erneut geschicktes Taktieren der Schlossherren konnte Schlimmeres jedoch abgewendet werden. Der Gesamtkomplex mit seinen vier aufwendig gestalteten Giebeln, 17 Zwerchhäusern, den beiden hohen, kupfergedeckten Treppentürmen, zwei ebenerdigen, doppelgeschossigen Erkern (so genannten Ausluchten), mehreren Portalen und einer prächtigen Zugangsbrücke über den mit Karpfen besetzten Schlossteich ist bis heute vollständig erhalten.

### Zeit des Nationalsozialismus
In der Zeit des Nationalsozialismus stellten sich die Schlossherren ausdrücklich gegen das politische Regime, indem sie sich auf den in ihrer Ritterfamilie belegten Grundsatz der obersten Herrschaft Gottes über die weltlichen Mächte beriefen. Dieser Grundsatz wurde durch das Aufstellen einer Figurengruppe versinnbildlicht. Über dem Kamin des Speisezimmers im Erdgeschoss des Westflügels knien Jürgen Klencke und seine Frau Anna von Holle mit ihren 14 Kindern (heute 13, eines wurde gestohlen) unter dem Kruzifix. Diese Einstellung wurde von der NSDAP respektiert, und auch der angrenzende Ort Hämelschenburg blieb ohne Ortsgruppenleiter. Als einzigen Affront der herrschenden Macht kann man den um 1939 verbreiterten Ausbau der Staatsstraße durch das Schlossensemble deuten, der dazu diente, die Anreise der NS-Anhänger zum Reichserntedankfest auf dem Bückeberg bei Hameln zu erleichtern. Auch wurde der Jüdische Friedhof Hämelschenburg wenige Tage nach der Reichspogromnacht 1938 von SA-Leuten aus dem Nachbarort geschändet.
Dementgegen öffnete man die Schlosskirche sonntags ausdrücklich für die in der umliegenden Landwirtschaft verdingten polnischen Fremdarbeiter zum Gottesdienst.
Die Finanzierung des Schlosses gelang in dieser Zeit unter anderem durch zahlende adlige „Feriengäste“, denen allerdings durch ein über der Speisetafel aufgehängtes vierseitiges Transparent unmissverständlich politische Äußerungen untersagt waren.

### Modernisierung

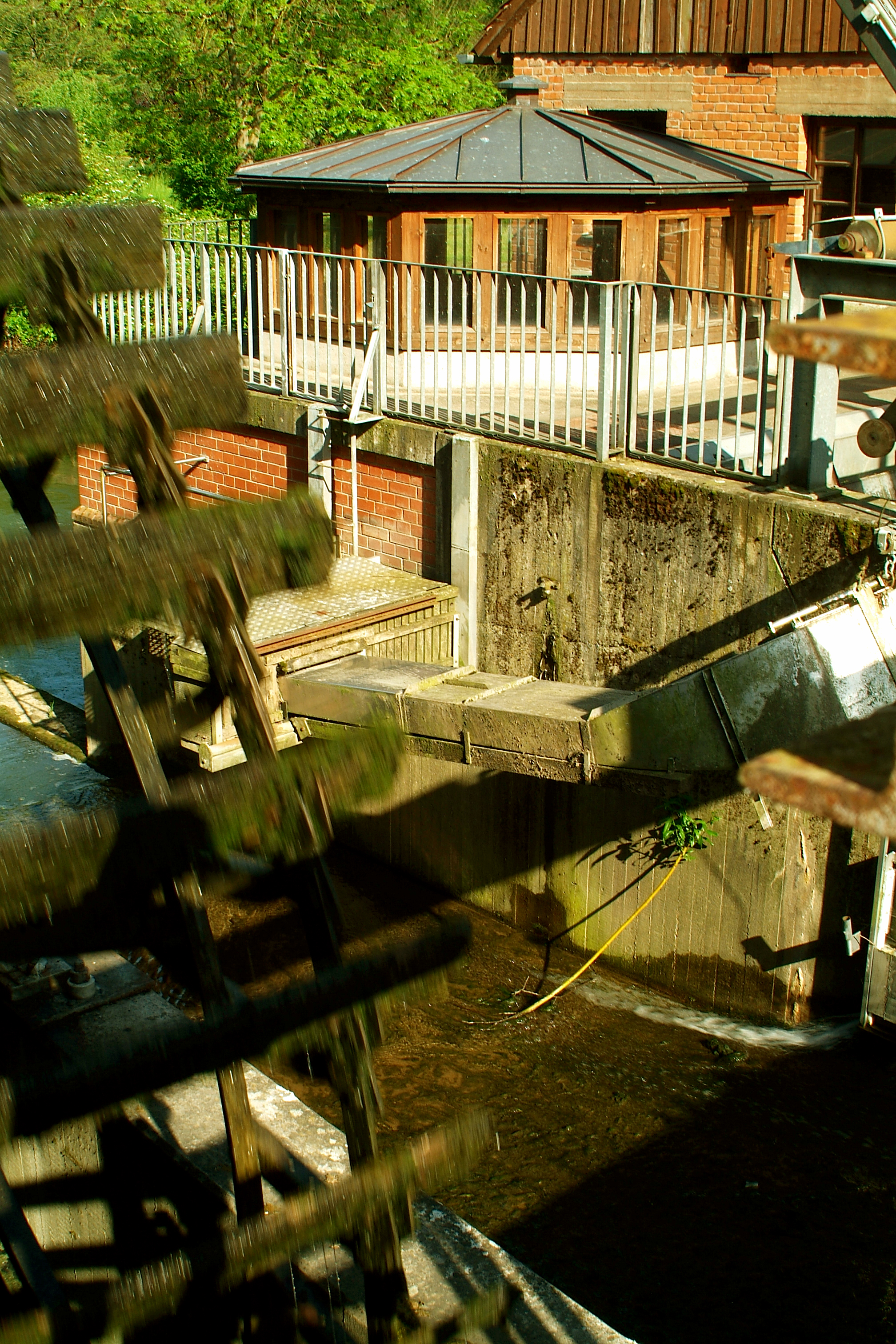
Hölzernes Wasserrad und Erneuerbare Energien durch modernes Wasserkraftwerk

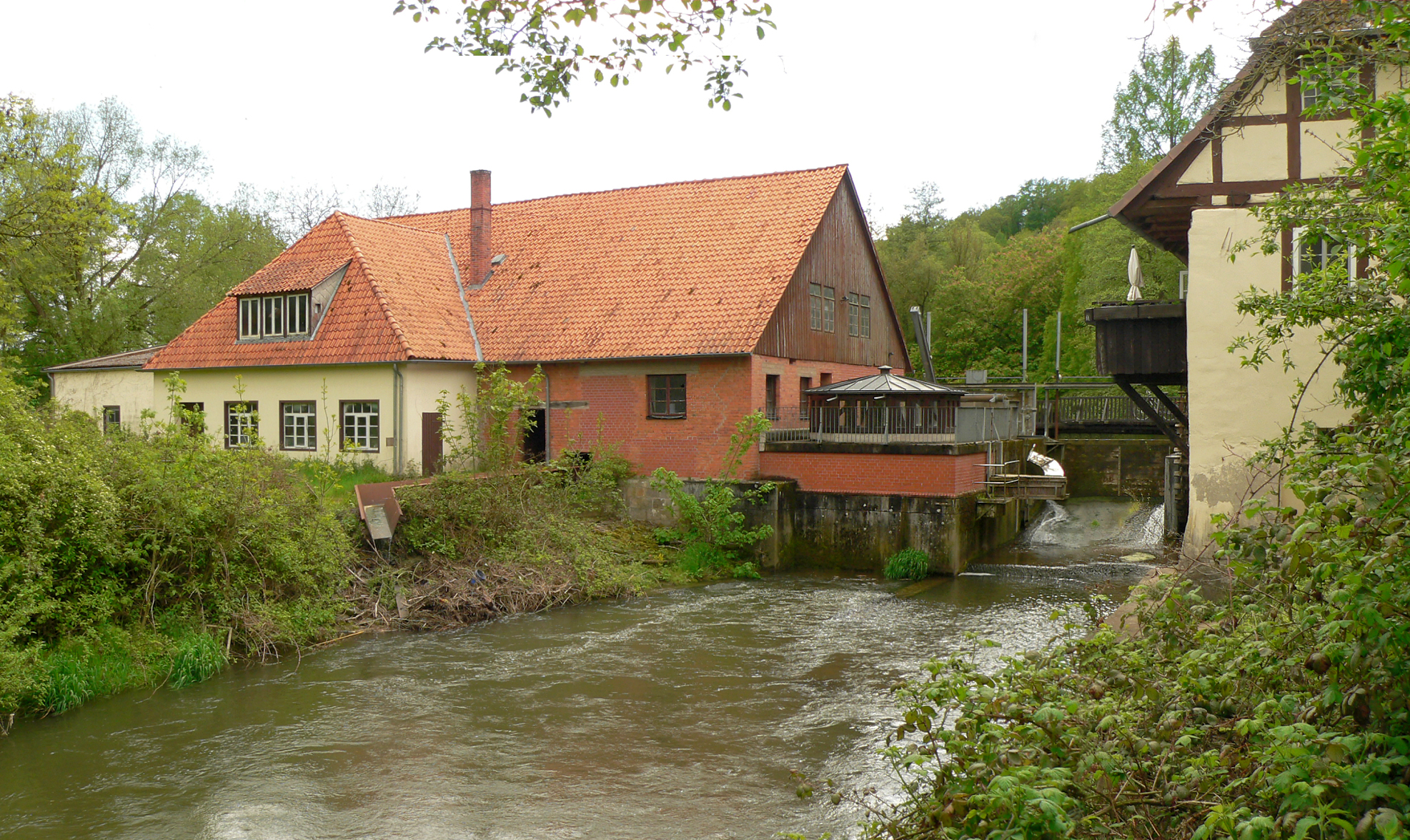
Alte Wassermühle an der Emmer

Im 19. und 20. Jahrhundert wurde das Schloss Hämelschenburg den Erfordernissen moderner Wohnkultur angepasst. So wurden 1845–1850 der hohe Wall an der West- und Ostseite entfernt und der Graben an der Nordseite zugeschüttet. Die Rotsandstein-Eindeckung der Dächer wurde bis 1974 durch die leichtere Schieferdeckung ersetzt und zusätzliche Dachgauben wurden eingefügt. Der ursprüngliche Verputz wurde abgeschlagen und das originäre Bruchsteinmauerwerk wieder sichtbar gemacht. Die ehemals außen liegende Pilgerhalle wurde nach innen verlegt und schließlich das ganze Schloss mit einer modernen Zentralheizung versehen. Diese Umbauten beeinträchtigen aber nicht das historische Erscheinungsbild.

### Mutmaßliche Architekten
Die Architekten des Schlosses sind nicht namentlich beurkundet. Die Vielzahl der Bauhütten und Bauschulen der damaligen Zeit lassen nur eine verallgemeinernde Mutmaßung zu. Fast identische stilistische Einzelheiten des Cord Tönnis, dem nachgewiesenen Baumeister des Hauses Osterstraße 9 in Hameln, der auch an den Schlössern von Detmold und Schwöbber sowie am Archivhäuschen von Rinteln arbeitete, lassen sich an den Fassaden der Hämelschenburg wiedererkennen. Details der Gestaltung der Giebel von Nord- und Westflügel sind identisch mit Werken der Baumeister Eberhard Wilkening und Johann Hundertossen; die Mitwirkung des letzteren ist aber neuerdings wieder umstritten. Hundertossen gilt als Baumeister der Münchhausen’schen Schlösser Schwedesdorf in Lauenau sowie Beverns; der Bauherr in Bevern, Statius von Münchhausen, war ein Vetter des Jürgen Klencke (die Mütter waren Schwestern). Münchhausens zweite Ehefrau war Jürgens Nichte; Statius stand mit Klenckes nachweislich in engem Austausch über ihre wechselseitigen Bauvorhaben.

### Eingemeindung
Am 1. Januar 1973 wurde die Gemeinde Hämelschenburg in die neue Gemeinde Emmerthal eingegliedert.

## Museum

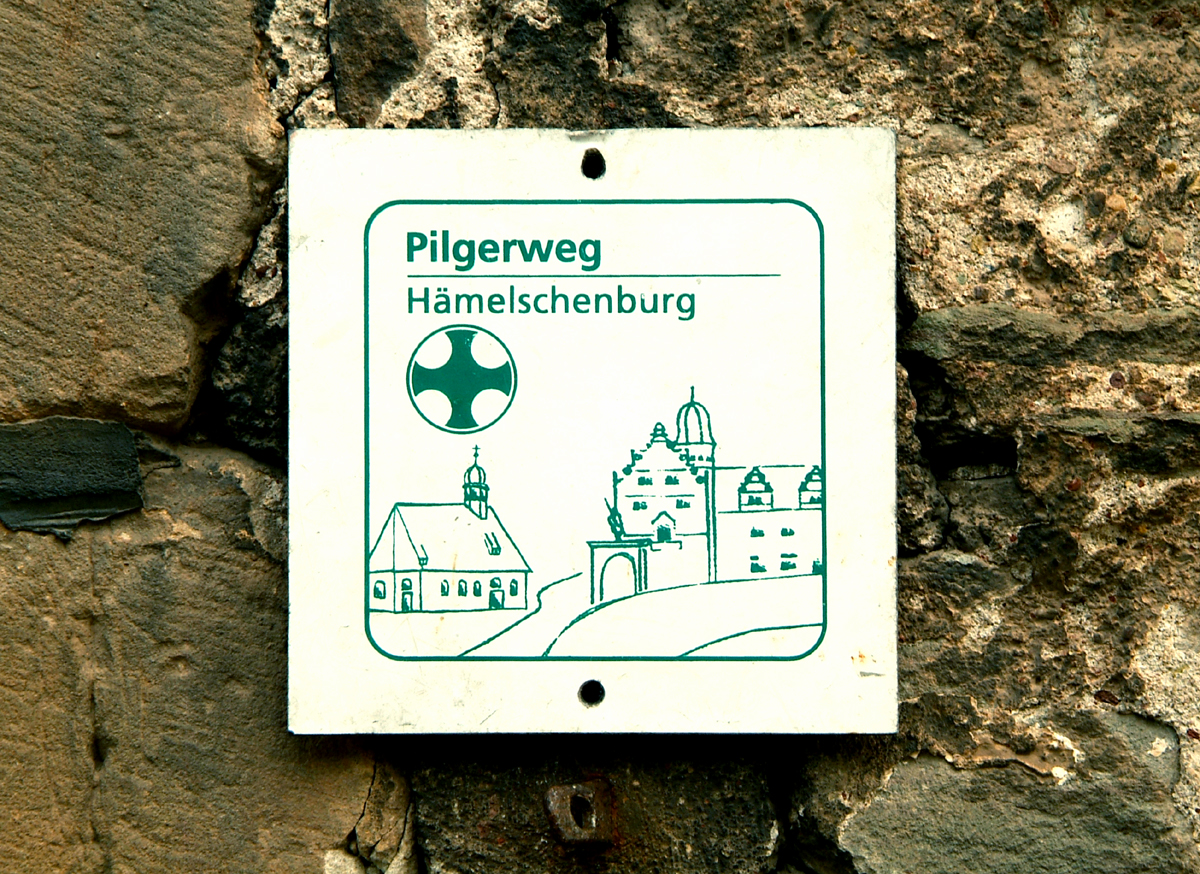
Pilgerweg Hämelschenburg

Seit 1973 ist das Schloss Hämelschenburg im Besitz von Lippold von Klencke, der die Anlage seither als privates Museum teilweise zugänglich gemacht hat. Er brachte die Burg 1993 in die private, als gemeinnützig anerkannte Stiftung Rittergut Hämelschenburg ein, um Gelder zum denkmalgerechten Erhalt des Schlosses und der übrigen unter Denkmalschutz stehenden Gebäude des Rittergutes zu sammeln und ihre Nutzung zu sichern.
Der Museumsbereich enthält eine vollständig erhaltene Ausstattung von Möbeln, Gemälden, Porzellan, Gläsern und Waffen aus der Renaissance-, Barock- sowie Gründerzeit. Etwa ein Drittel der Räume wird im Rahmen von Führungen gezeigt, die täglich im Sommerhalbjahr stattfinden. Die übrigen Räume sind vermietet und werden von Privatpersonen bewohnt.
In die Eingangshalle (ehemaliges Wohnzimmer) wurde die Front der „Pilgerhalle“ eingefügt. Dabei handelt es sich um zwei Säulen, die von in den Sandstein modellierten Jakobsmuscheln bekrönt werden. Sie umrahmen eine Durchreiche, die den Pilgern auf ihrem Weg von Norden nach Santiago de Compostela in Spanien Speisung und Unterkunft verhießen. Dieses Versprechen wird auch heute noch aufrechterhalten. So übernachtete eine dänische Pilgerin 2005 zwei Nächte kostenlos im Schloss.

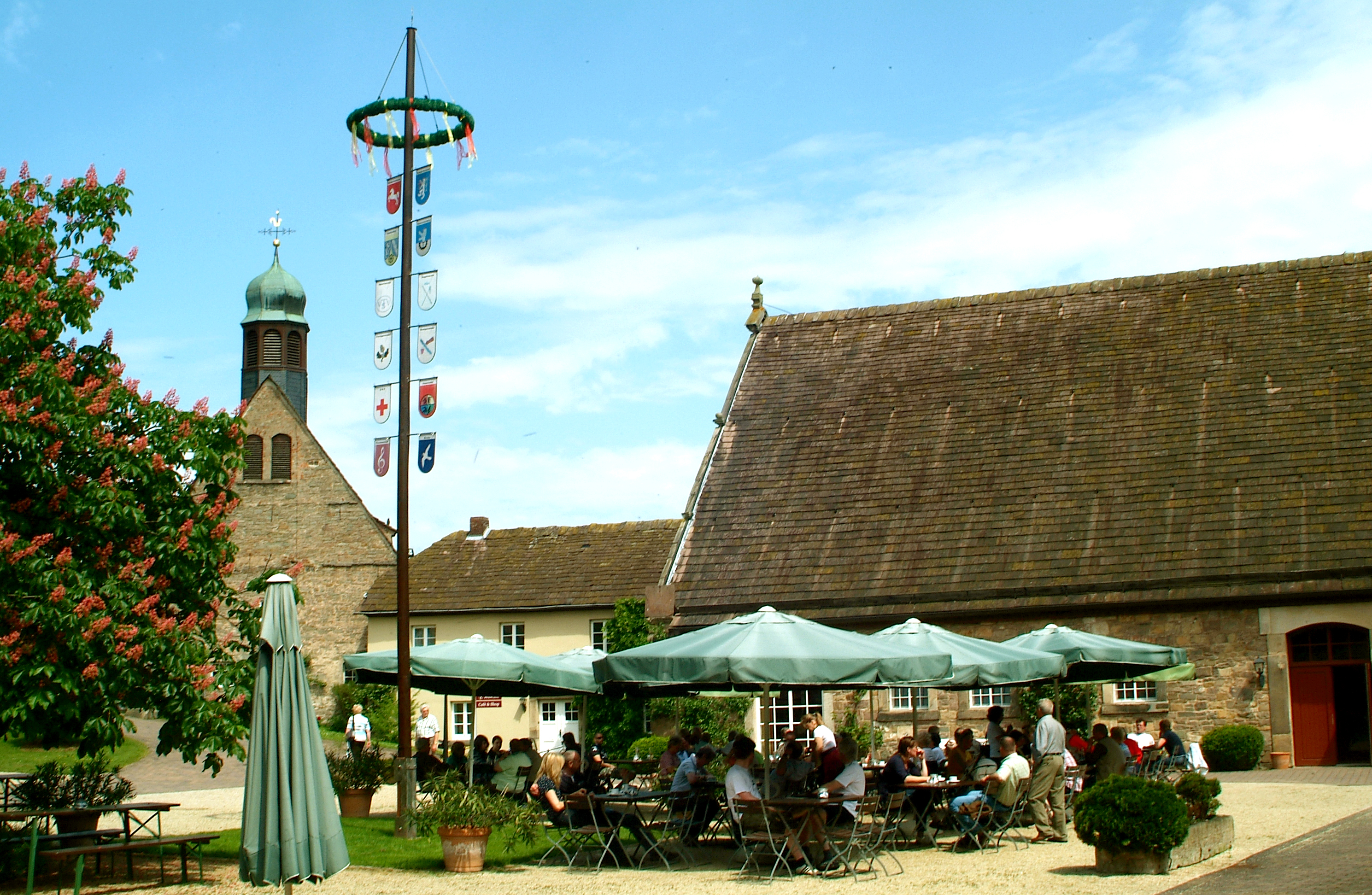
Wirtschaftshof
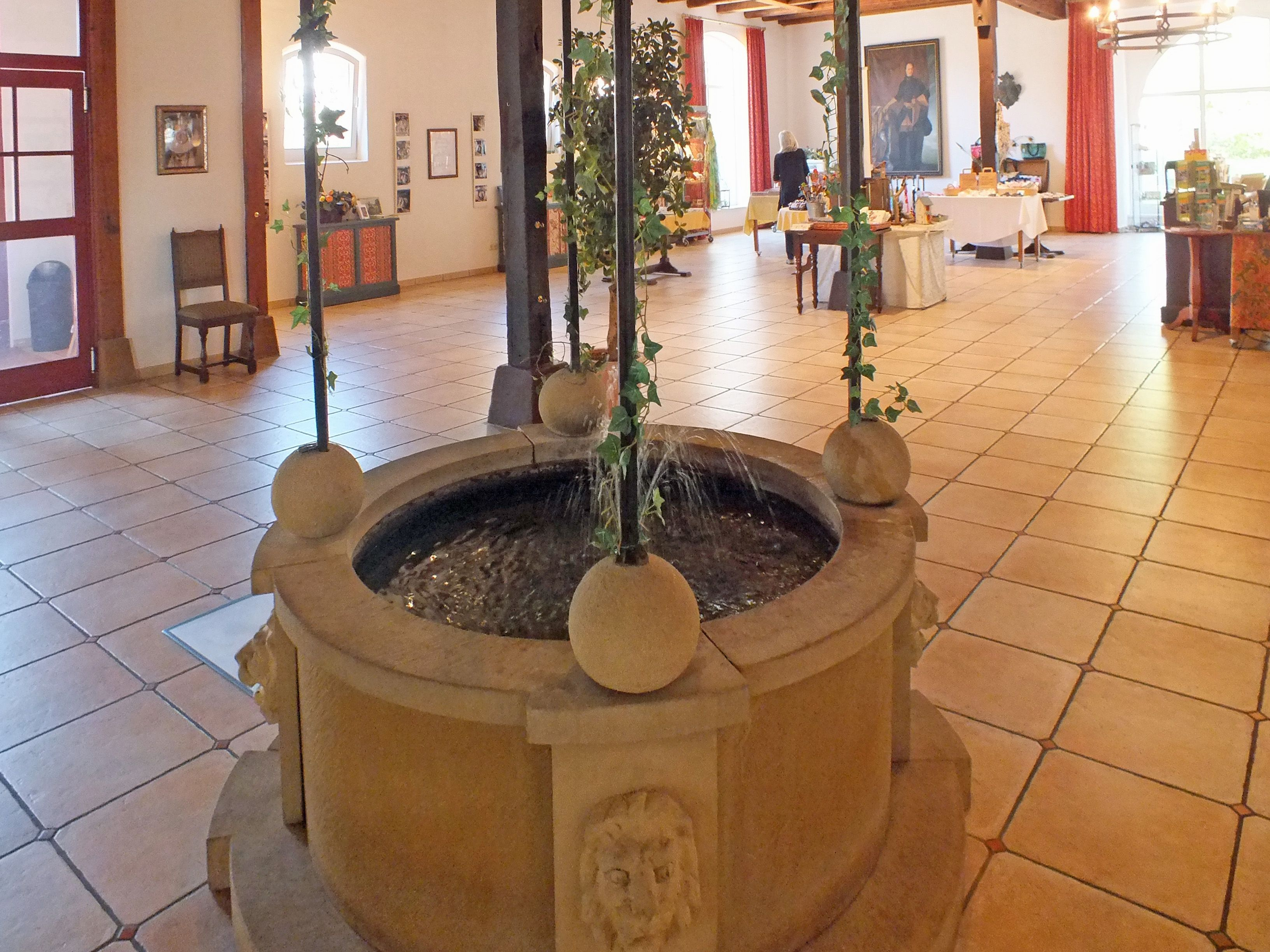
Empfangsbereich
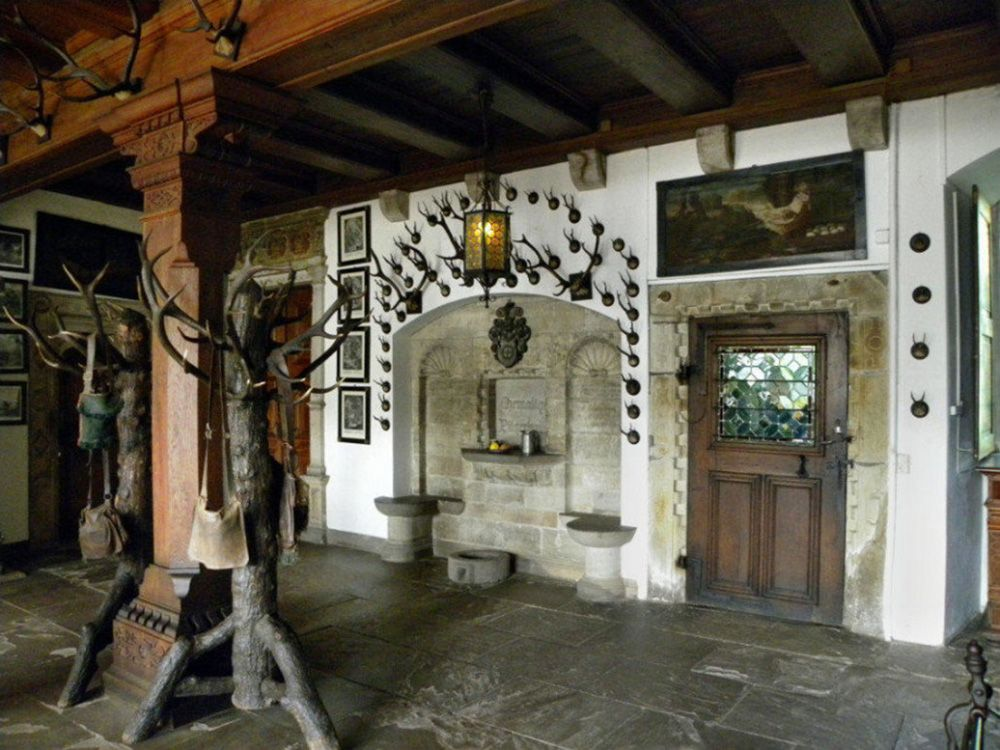
Pilgerhalle
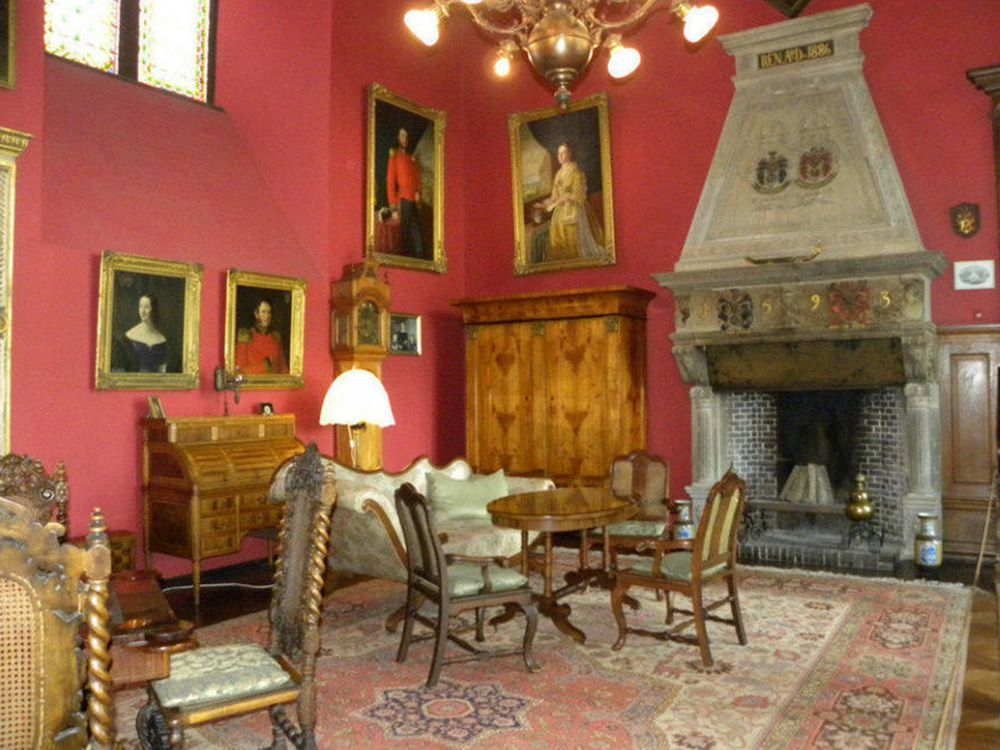
Roter Saal
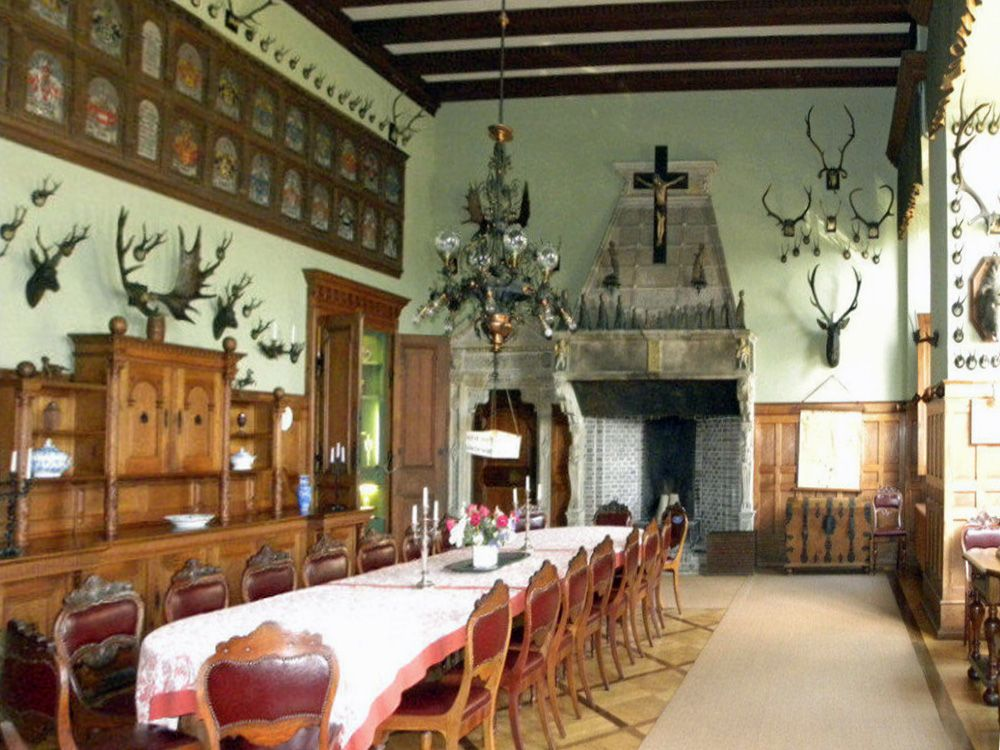
Esssaal

Das Schloss bietet auch Brautpaaren die standesamtliche Trauung im historischen Rahmen. Im Trauzimmer befindet sich eines der wenigen erhaltenen, durch Pedaldruck selbstspielenden Pianolas von Steinway & Sons.

## Landschaftspark und Grab-Pyramide

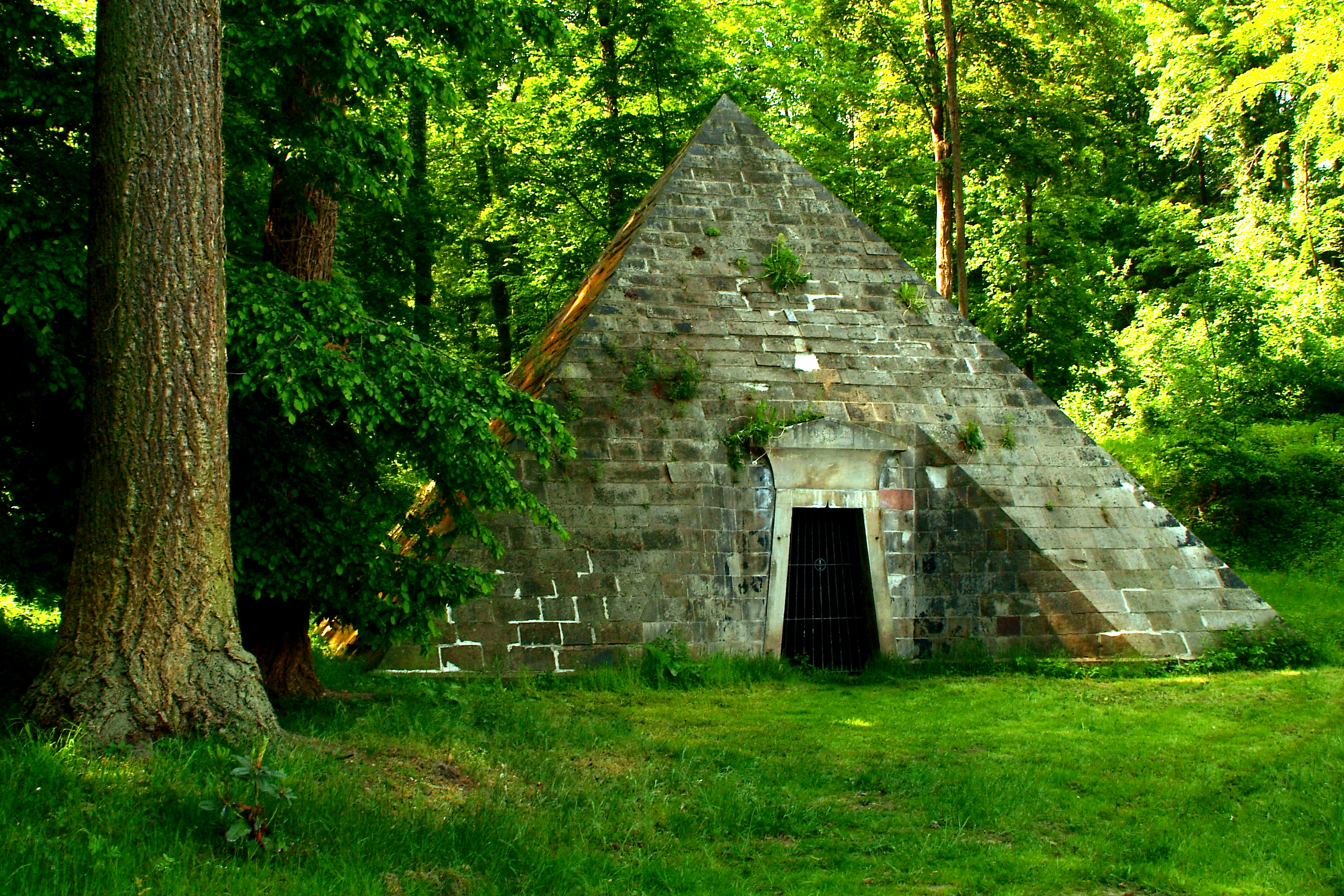
Mausoleum im Landschaftspark

Oberhalb des Schlosses wurde im 19. Jahrhundert ein Landschaftspark mit exotischen Bäumen angelegt. Am Ende des Parks steht eine Pyramide, die Georg Ludwig Friedrich Laves 1855 als Begräbnisstätte (Mausoleum) der Familie von Klencke errichtet hat. Sie wurde bis 1942 benutzt und steht heute leer.

## St.-Marien-Kirche

### Baugeschichte
Eingebettet in das einzigartige Renaissanceensemble ist die 1563 erbaute Schlosskapelle, die 1652 zur Gemeindekirche von Hämelschenburg wurde. Sie wurde auf den Resten einer bereits 1409 geweihten Kapelle errichtet, die auch dem Feuer von 1544 zum Opfer fiel. Die unter der Kirche gelegene Familiengruft der Klenckes blieb dabei unversehrt. Bereits von Ludolf Klencke wurde die Kirche 1563 wieder auf den alten Grundmauern errichtet, was den heutigen etwas schrägen Standort zur Gesamtanlage erklärt. Die aus Bruchstein erbaute Kirche hat ein spitzes Dach, auf dem ein Dachreiter sitzt. Die Kirche gehört zu den ersten Kirchen Norddeutschlands, die nach der Reformation gebaut wurden. Sie ist die älteste freistehende evangelische Kirche in Deutschland; ihre Weihe vor 450 Jahren jährte sich am 15. September 2013.

### Ausstattung

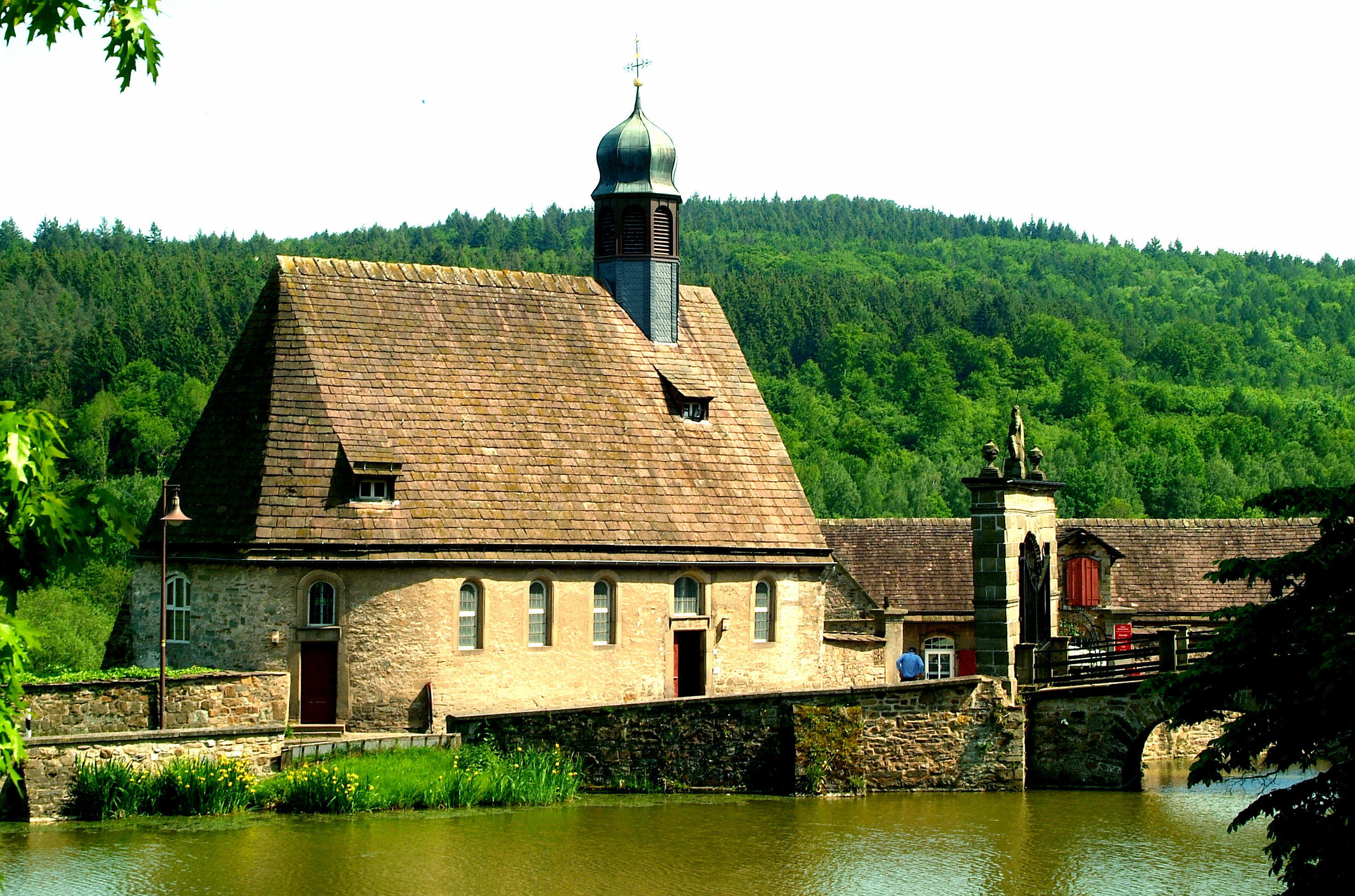
Die Schlosskirche Sankt Marien

Jürgen Klencke und seine Frau Anna von Holle statteten die Kirche bis 1609 mit reichem Renaissanceschmuck aus, der bis heute nahezu unverändert erhalten ist. Der Innenraum wird durch ein reformatorisches Gestaltungsprogramm bestimmt: Orgel, Altar und Taufbecken befinden sich an der Stirnseite des Gotteshauses.
Der Altar wurde 1913 bei der letzten großen Kirchenrenovierung behutsam unter Einbeziehung vorhandener Elemente neu gestaltet. Die Altarmensa zeigt noch die Weihekreuze aus dem Jahr 1409. Das romanisch geprägte ehemalige Altarbild von 1919 wurde an die hintere Empore versetzt und durch einen Öldruck des Abendmahls nach Leonardo da Vinci ersetzt. Über dem Altar befindet sich das 1480 durch die Hildesheimer Schule geschaffene „Paradiesgärtlein“, das auf das Motiv „Maria im Rosengarten“ zurückgeht.
Deutlich vor 1600 ist der Taufstein entstanden, der aus einer sandsteinernen Säule mit aufgesetzter Schale und einem hölzernen Taufsteindeckel besteht. Der Deckel ist kronenförmig reich mit Figuren geschmückt und so schwer, dass er mit einer durch die Kirchendecke verlaufenden Seilwinde gehoben werden muss. Er wird nie ganz auf das Taufbecken herabgesenkt, so dass für die Gemeinde stets ein „schwebender Zustand“ sichtbar ist.
Die ursprüngliche einmanualige Orgel aus dem Jahr 1672 befand sich bis 1913 über dem Altar und wurde dann unter Beibehaltung der barocken Grundstimmung und ihres Standortes erneuert und 1970 grundlegend restauriert.
Die Kanzel an der rechten Längsseite der Kirche und die sogenannte „Männerempore“ auf der linken Seite mit der darunter befindlichen Loge für den Gutsherrn geben dem Kirchenbau eine gewisse Weite, zumal die Emporenbrüstung seit 1880 mit den Wappen der Klenckes geschmückt ist. Neben der Kanzel befindet sich das Epitaph von 1619 der Schlosserbauer Jürgen Klencke und Anna von Holle mit einem Rundgemälde, das der Werkstatt von Lucas Cranach zugeschrieben wird. Die um 1590 entstandenen Bilder an der Empore an der Längswand zeigen einen evangelischen Stationenweg und stammen von dem Maler Christoph Schwartz aus München.

### Heutige Nutzung
An besonderen Feiertagen wird in der Kirche der 1604 von Anne und Georg Klencke gestiftete, reich mit Figuren aus der Glaubenslehre und Edelsteinen besetzte Abendmahlskelch und die dazugehörende schlichte Patene verwendet. Beide sind aus vergoldetem Silber. Die St.-Marien-Kirche kann an den Wochenenden unter Aufsicht kostenfrei besichtigt werden.

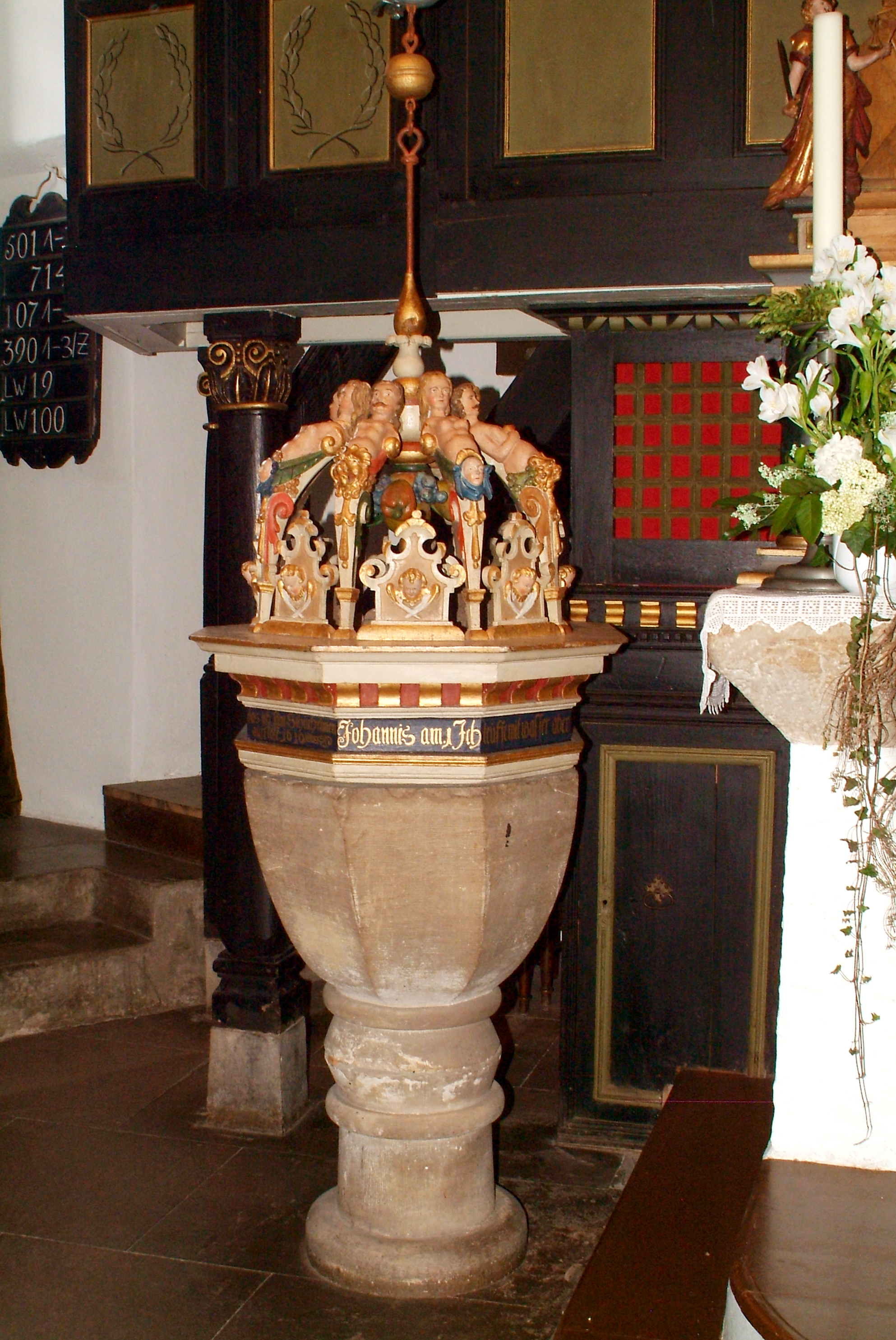
Taufbecken (vor 1600) mit hängendem Figurendeckel
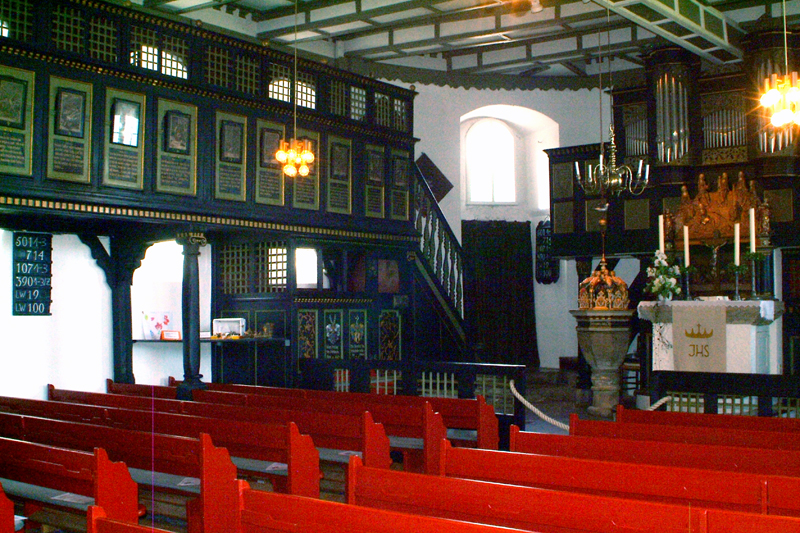
„Männer-Empore“ und Loge derer von Klencke
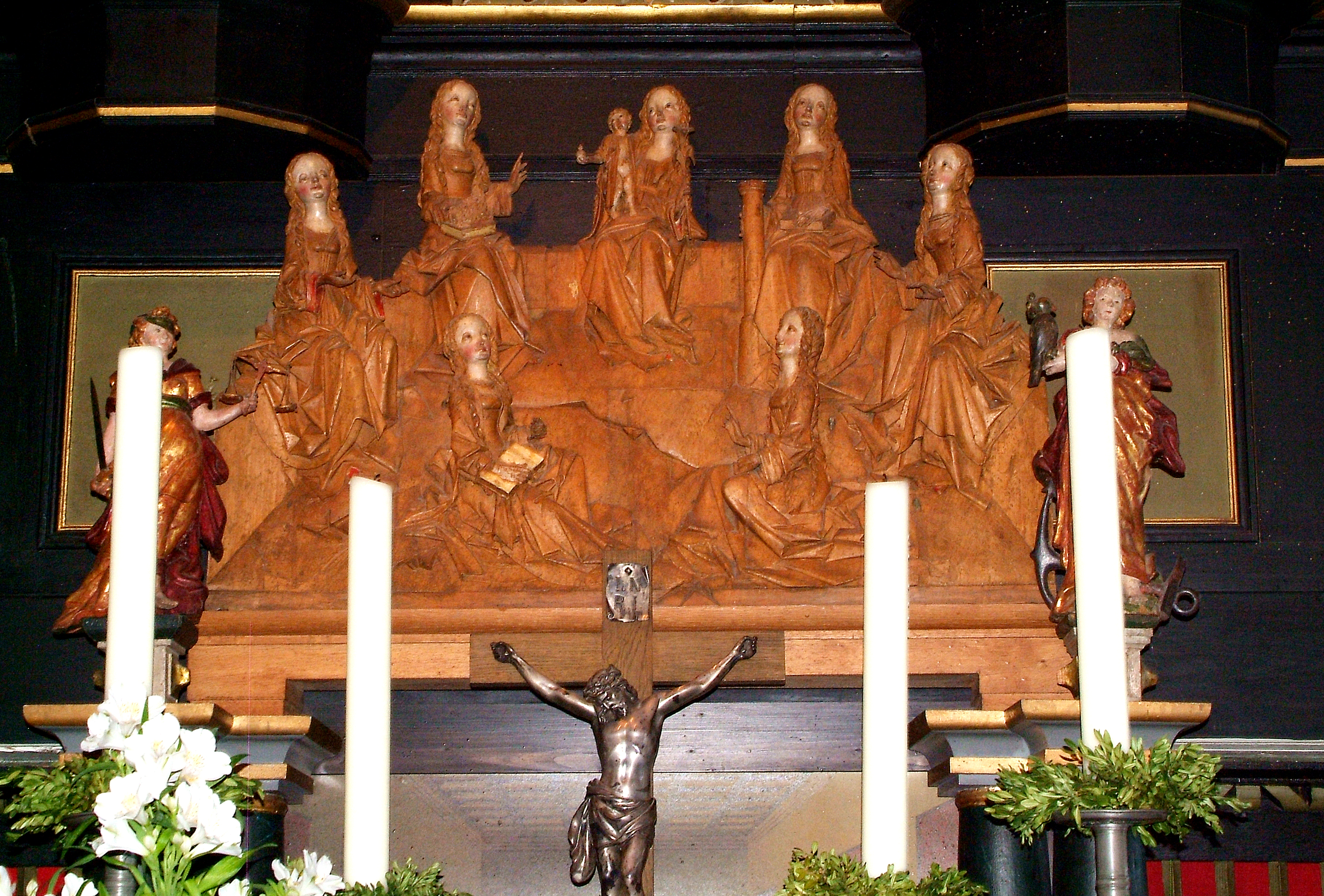
Holzgeschnitztes „Paradiesgärtlein“
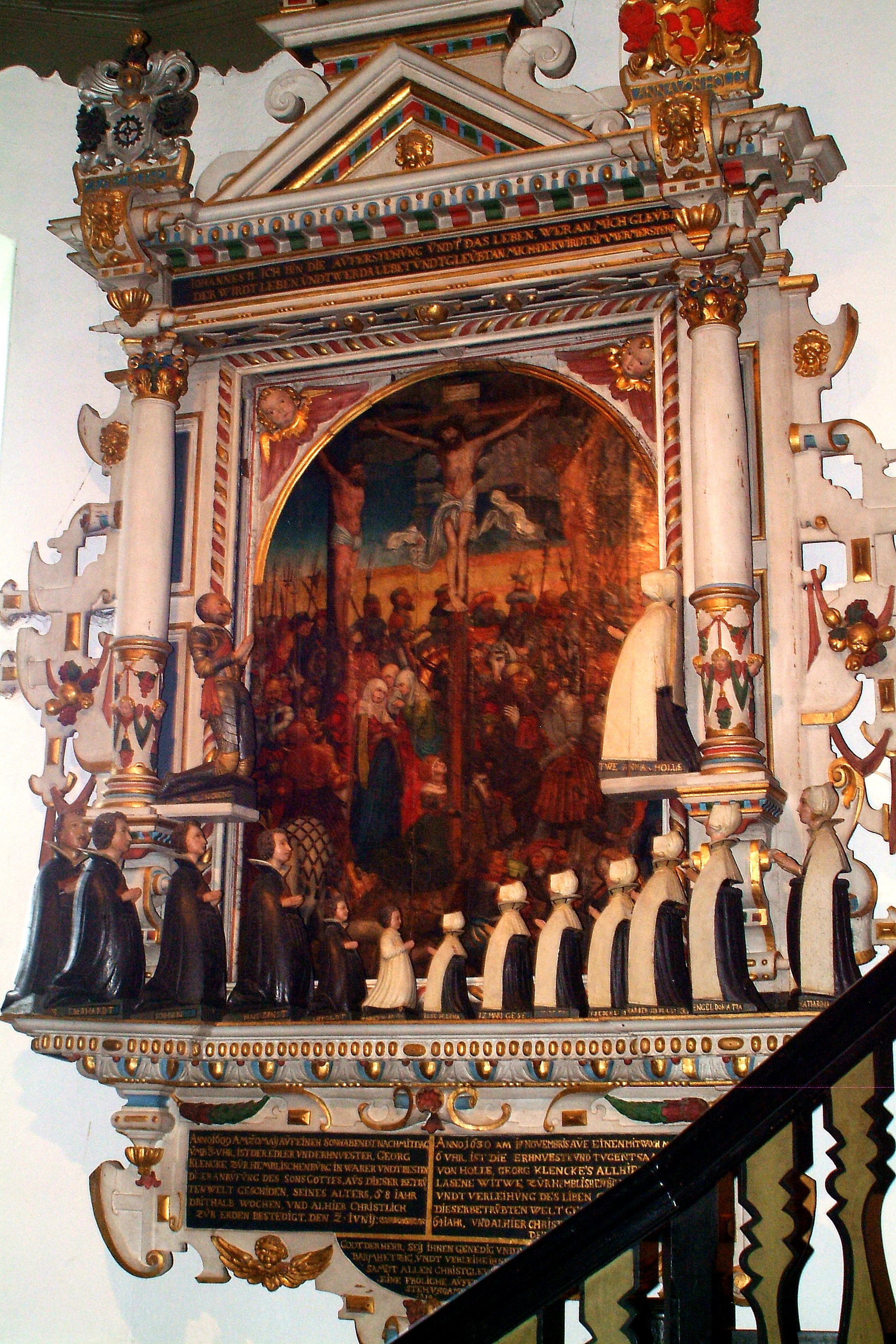
Epitaph für Georg von Klencke und Anna von Holle mit Rundgemälde

## Trivia
1614 fand auf dem Schloss das Hämelschenburger Religionsgespräch zwischen Lutheranern und Katholiken statt.
Im Jahre 2012 war das Schloss Drehort der Verfilmung des Grimm-Märchens Allerleirauh mit dem Film Allerleirauh.